# Universidad de Burdeos
La Universidad de Burdeos (en francés Université de Bordeaux) fue la universidad de la ciudad de Burdeos y único centro de estudios superiores en el departamento de Gironde. Se fundó en el año 1441. 
A partir de ella se crearon cuatro universidades independientes que se detallan a continuación y que se especializaron en campos diferentes, mientras que compartían áreas comunes como el comedor o las residencias de estudiantes:
- Universidad Burdeos I (Ciencias Naturales e Ingenierías)
- Universidad Victor Segalen de Burdeos II (Medicina, Humanidades, Deporte y Enología)
- Universidad Michel de Montaigne Bordeaux III (Humanidades) se llama Universidad Bordeaux-Montaigne (o Universidad Bordeaux Montaigne) desde marzo de 2014.
- Universidad Montesquieu de Burdeos IV (Derecho y Ciencias Económicas)

## Historia
Después de 1968 se forzó a la universidad a raíz de los sucesos de Mayo, a llevar la mayor parte de sus actividades en la ciudad a las afueras. Actualmente la mayor parte de las universidades I, III y IV tienen su campus en Talence, en las cercanías de Burdeos. También hay instalaciones en Gradignan y Pessac. La Universidad II permanece mayoritariamente en el centro de Burdeos en edificios del siglo XIX.